# Biscutella brevicalcarata
Biscutella brevicalcarata är en korsblommig växtart som först beskrevs av Jules Aimé Battandier, och fick sitt nu gällande namn av Jules Aimé Battandier. Biscutella brevicalcarata ingår i släktet Biscutella och familjen korsblommiga växter. Inga underarter finns listade i Catalogue of Life.